# Уньки (Тульская область)
Уньки (Унек, Уник, Уники) — упразднённое село на территории современного Заокского района Тульской области России. До упразднения уездно-губернского деления входило в состав Алексинского уезда Тульской губернии.

## Топоним
Этимология названия села происходит от латинского «unicus» и обозначает одинокий, в смысле отшельника или монаха.

## География
Находилось на реке Скнига, 65 верстах от Тулы, 30 верстах от Алексина, вблизи станции Иваново (сов. Тарусская) Московско-Курской железной дороги.

## История
Происхождение прихода очень древнее, становится известным в конце XVII века, когда в селе Унек был упразднён монастырь, стоявший на том месте, где находился храм. На месте упразднённого монастыря, в 1701 году стольником Плещеевым Никифором Богдановичем, был устроен деревянный, двух престольный храм, в честь Обновления Храма Воскресения Христова и в честь святого великомученика Никиты Готского. Храм этот за ветхостью был разобран и на его месте в 1867 году сооружён новый деревянный храм на средства прихожан и благотворителей. Храм был с двумя алтарями: в честь Воскресения Христова и в честь святого Михаила Архангела. В церкви имелась Месточтимая икона Боголюбской Божией матери. В храме имелась древнее напрестольное Евангелие напечатанное в 1667 году, полученное в дар от храмостроителя Н. Б. Плещеева.
С 1878 по 1887 год приход был приписан к селу Велегож, а с августа 1887 года вновь стал самостоятельным. В приход, кроме села, входили деревни: Поволяево, Ивановка (сов. Заокский), Темьянь и железнодорожной станции Иваново. Население прихода состояло в основном из крестьян, в 1895 году числилось 217 человек мужского пола и 246 женского. Штат церкви состоял из священника и псаломщика. Имелась 122 десятины церковной земли.

## Население
В 1859 году в селе числилось 4 двора, где проживало 9 мужчин и 13 женщин.

## Инфраструктура
Основа экономики — сельское хозяйство .
С 1884 года в селе работала одно классная церковно-приходская школа.